# Archéparchie d'Alep des Melkites
Ne doit pas être confondu avec archéparchie d'Alep des Syriens.
L'archéparchie métropolitain d'Alep des Melkites est une juridiction de l'Église grecque-catholique melkite dont le siège est à Alep en Syrie. L'archidiocèse est métropolitain et de rite grec-melkite.
C'est l’une des plus anciennes éparchies du siège patriarcal d’Antioche.

## Archiéparques d'Alep
- Gerasimos Samman (26 décembre 1721 - 1731)
- Maximos II Hakim (23 mai 1733 - 1er août 1760, puis Patriarche d'Antioche)
- Ignatius Jerbou (Septembre 1761 - 1er décembre 1776)
- Germanos Adam (Juillet 1777 - 10 novembre 1809)
- Maximos III Mazloum (26 juillet 1810 - 3 juin 1816)
- Basil Haractingi (3 juin 1816 - 29 mai 1823)
- Sede vacante (1823 - 1832)
- Pierre (Gregorios) Chahiat (1832 - 24 août 1843)
- Demetrius Antachi (29 septembre 1844 - 9 juillet 1863)
- Paolo Hatem (27 septembre 1863 - 10 février 1885)
- Cyrille VIII Géha (3 mai 1885 - 29 juin 1902, puis Patriarche d'Antioche)
- Dimitri Ier Qadi (27 octobre 1903 - 6 avril 1919, puis Patriarche d'Antioche)
- Makarios Saba (25 juin 1919 - 28 juillet 1943)
- Isidore Fattal (13 août 1943 - 4 septembre 1961)
- Athanase Toutounji (5 décembre 1961 - 6 mars 1968 puis archevêque titulaire de Tarse des Grecs-melchites (de))
- Néophytos Edelby (6 mars 1968 - 10 juin 1995)
- Jean-Clément Jeanbart (2 août 1995 - 17 septembre 2021)
- Georges Masri (de) (depuis le 17 septembre 2021)